# Republiken Dahomey
Republiken Dahomey (franska: République du Dahomey) skapades den 11 december 1958 som en självstyrande besittning inom Franska samväldet. Innan dess hette det Franska Dahomey, och ingick i Franska unionen. Den 1 augusti 1960 uppnåddes full självständighet från Frankrike.
1975 byte landet namn till Benin efter Beninbukten (som i sin tur fick sitt namn efter Kungariket Benin som styrdes från Benin City), då "Benin", till skillnad från "Dahomey", ansågs politiskt neutral för alla folkgrupper.